# NGC 5962
NGC 5962 est une galaxie spirale située dans la constellation du Serpent. Sa vitesse par rapport au fond diffus cosmologique est de 2 088 ± 9 km/s, ce qui correspond à une distance de Hubble de 30,8 ± 2,2 Mpc (∼100 millions d'al). Elle a été découverte par l'astronome germano-britannique William Herschel en 1784.
À ce jour, 18 mesures non basées sur le décalage vers le rouge (redshift) donnent une distance de 30,775 0 ± 5,950 Mpc (∼100 millions d'al), ce qui est à l'intérieur des valeurs de la distance de Hubble.
Le relevé astronomique SAGA destiné à la recherche de galaxies satellites en orbite autour d'une autre galaxie a permis de confirmer la présence de deux galaxies satellites en orbite autour de NGC 5962, une troisième candidate ayant été rejetée en raison de sa trop grande distance calculée à partir de son décalage vers le rouge.

## Morphologie
NGC 5962 a été utilisée par Gérard de Vaucouleurs comme une galaxie de type morphologique SA(rs:)c dans son atlas des galaxies,.

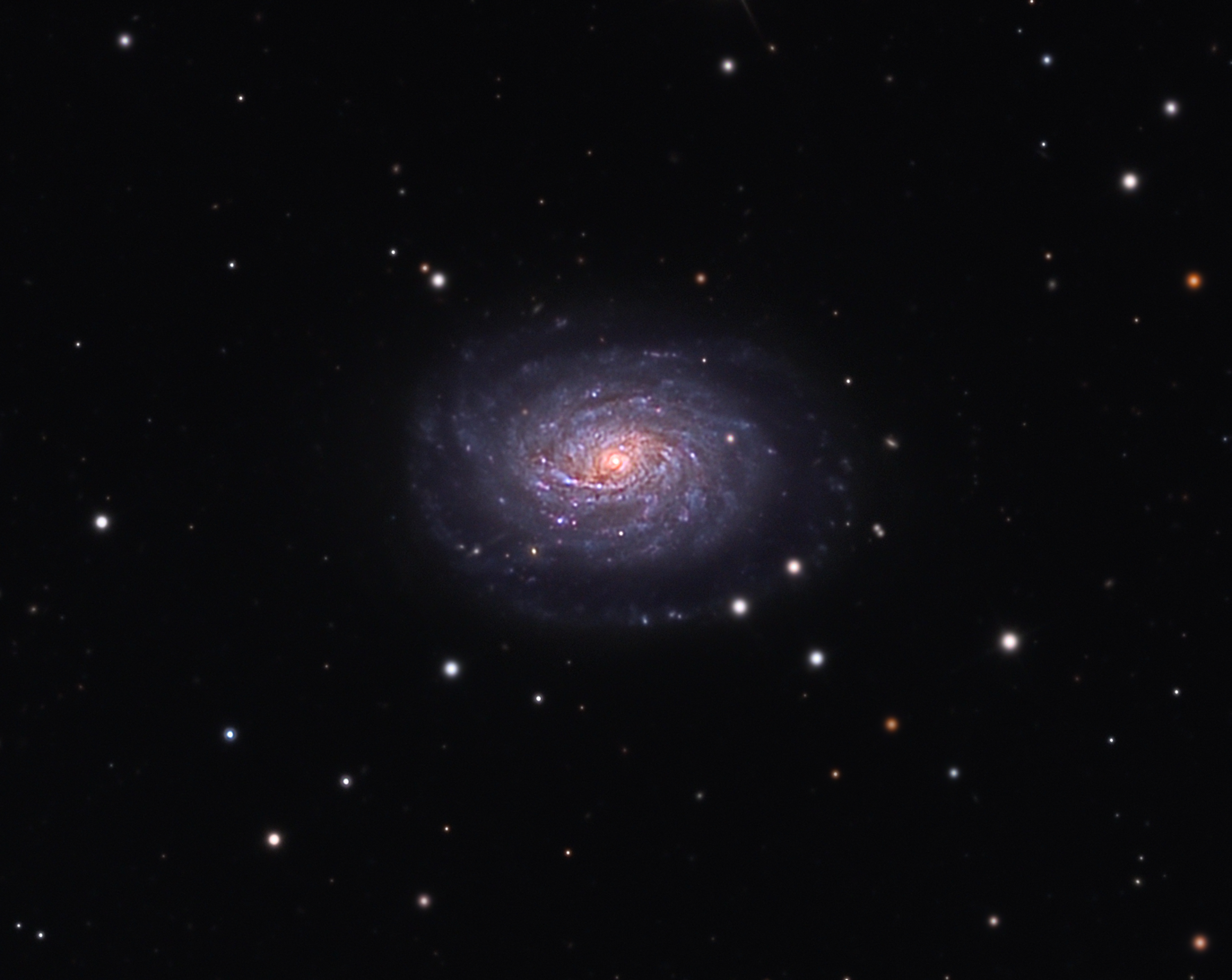
NGC 5962 par Joseph D. Schulman (Observatoire du mont Lemmon/Université de l'Arizona).

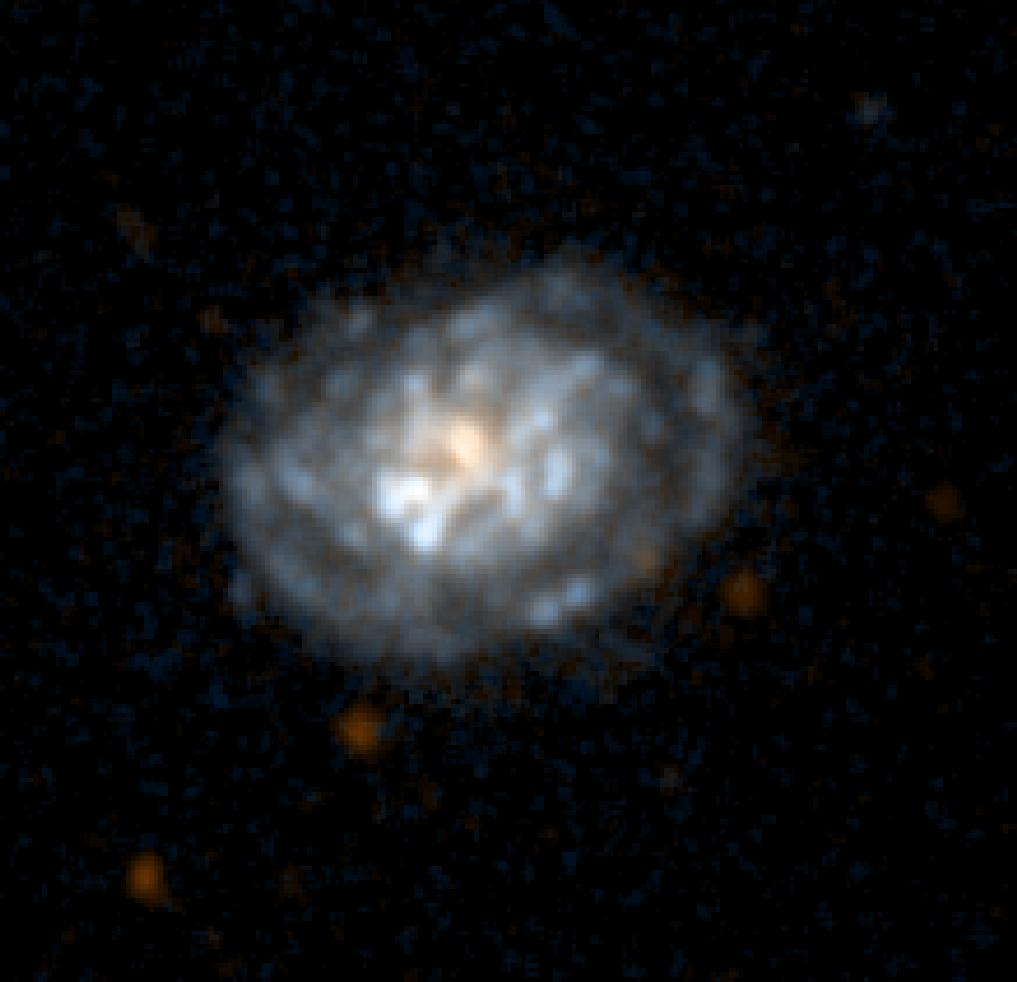
NGC 5962 en ultraviolet par le satellite GALEX.

La classe de luminosité de NGC 5962 est III et elle présente une large raie HI. Elle renferme également des régions d'hydrogène ionisé. La luminosité de NGC 5962 dans l'infrarouge lointain (de 40 à 400 µm) est égale à 2,75 × 1010 {\displaystyle L_{\odot }} (1010,44{\displaystyle L_{\odot }}) et sa luminosité totale dans l'infrarouge (de 8 à 1 000 µm) est de 3,55 × 1010 {\displaystyle L_{\odot }} (1010,55{\displaystyle L_{\odot }}).
Dans le domaine de l'infrarouge, la morphologie de NGC 5962 est SAB(rs,nrl)c. Cette notation indique que NGC 5962 dans le domaine de l'infrarouge est une galaxie spirale intermédiaire (AB), qu'elle est dotée d'un pseudo-anneau (rs) probablement associé à une résonance Lindblad, d'un anneau en forme de lentille entourant le noyau (nrl) et de bras spiraux lâchement enroulés (c). Dans le domaine visible, la galaxie est classifiée comme SA(r)c, montrant un anneau interne et pas de barre visible.
Le noyau de NGC 5962 est relativement grand, mais son bulbe central est petit et ses bras spiraux y sont rattachés. Il existe certaines preuves d'une faible activité de son noyau et elle renferme des régions d'hydrogène ionisé,. Les observations de NGC 5962 dans le domaine de l'ultraviolet montre qu'il existe une activité de formation d'étoiles dans la structure en pseudo-anneau. Le taux de formation d'étoiles est de 6 masses solaires par an.

## Supernova
Deux supernovas ont été découvertes dans NGC 5962 : SN 2016afa et SN 2017ivu.

### SN 2016afa
Cette supernova a été découverte le 12 février 2016 par Xi Liao, Wei Gao, Yang Shen, Ang Li, Di Hu, Jiu Zhou, Mi Zhang, Peiyuan Sun et Xing Gao. Cette supernova était de type II-P.

### SN 2017ivu
Cette supernova a été découverte le 11 décembre 2017 par l'astronome japonais Koichi Itagaki. Cette supernova était de type II-P.

## Groupe de NGC 5962
NGC 5962 est la galaxie la plus brillante d'un groupe de galaxies qui porte son nom. Selon A. M. Garcia, le groupe de NGC 5962 compte au moins cinq membres. Les autres galaxies du groupe sont NGC 5951, NGC 5953, NGC 5954 et UGC 9902.
Abraham Mahtessian mentionne aussi un trio de galaxies qui comprend NGC 5951, NGC 5953 et NGC 5954.